# 香山區
香山區（臺灣客家語海陸腔：hiongˋ sanˋ kiˋ），舊稱「番山」，前身「香山鄉」，位於台灣新竹市西南部，西濱台灣海峽，北臨北區，東鄰東區，東南連新竹縣寶山鄉，南接苗栗縣竹南鎮、頭份市。全境面積約為55平方公里，為新竹市面積最大的區，約占新竹市總面積的56%。

## 歷史

### 地名由來
香山地名由來有兩種說法：
- 昔日漢人至此開發，因其地為原住民（番）盤據之山，命名為番山。後因其名不雅，因「番」與「香」兩字相像之故，改稱香山。[1]:578

- 清代惠安縣螺陽陳氏遷居至此，見大坪頂一帶漫山遍野花草盛開，香氣馥郁，故名香山。

### 開發沿革

#### 清領時期
香山原為道卡斯族竹塹社的所在地。相傳永曆三十六年（1682年）明鄭軍北伐路經此地，沿途徵召道卡斯族運輸糧草，族人不堪其擾，遷至今新竹一帶。後有後壠社與中港社遷居至此。康熙三十年（1691年）王世傑開墾竹塹，復開墾竹塹以南的三十九庄。當時有陳、許與曾三姓開闢香山地區，然時遭道卡斯族抵抗，三姓墾民30餘人遭其殺害，此地漢人遂絕跡。後於鹽水港劃土牛線並設置隘寮防守，漢人再次聚集。乾隆初年將土牛線外之地給予道卡斯族耕種，土牛界線隨之解除:793。後由於竹塹港經常淤塞，於南側另闢新港，原有的港口就以「舊港」稱之。嘉慶十二年（1815年）新港又淤塞，故重開舊港，然此時港口已不穩定，道光二十年（1840年）大型船隻已無法進入。於是至道光五年（1825年）開闢香山為港口:49，因其位置接近福州府，而成為重要的貨物集散中心。
香山於康熙二十三年（1684年）劃屬諸羅縣。雍正元年（1723年）改隸新成立的彰化縣。九年（1731年）改隸新成立的淡水廳。光緒元年（1875年）設立臺北府，改隸新成立的新竹縣。十一年（1885年）設立福建臺灣省，臺北府位於其轄區內。

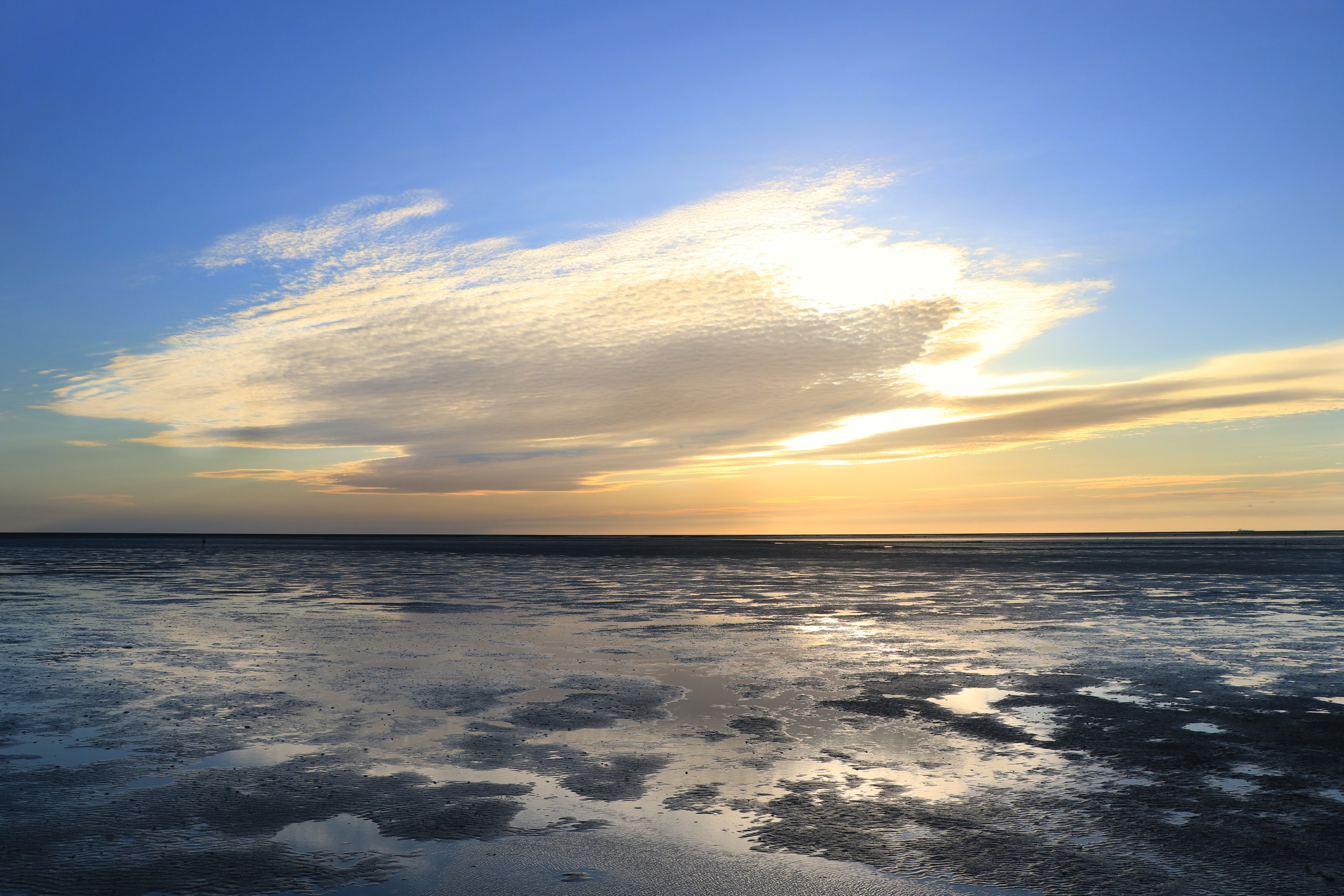
香山溼地

#### 日治時期
明治二十八年（1895年）臺灣進入日治時期，香山劃屬於臺北縣新竹支廳竹北一堡:148。三十年（1897年）改隸新竹縣。三十一年（1898年）廢除新竹縣，改隸臺北縣新竹辨務署。三十四年（1901年）廢縣置廳，香山隸屬於新竹廳香山區。四十二年（1909年）合併全臺灣二十廳為十二廳，香山區隸屬不變。大正九年（1920年）廢廳置州，改隸新竹州新竹郡香山庄。十六年（1941年）廢併入新竹市，原庄役場作為新竹市香山出張事務所使用。

#### 戰後時期
1945年香山劃屬於新竹市，隸屬於臺灣省，大字亦改制為里。1946年新竹市第八區與第九區合併為香山區。1950年原新竹縣改名桃園縣分拆出新竹縣與苗栗縣，原新竹市改為新竹縣新竹市:148，香山區自新竹市分出，改制為新竹縣香山鄉，里亦改制為村。1982年香山鄉再併回新竹市，憑此新竹市恢復省轄市:148，村亦改制為里。但一開始省轄新竹市仍不設區，香山一度成為純地理名，直到1990年才在原香山鄉基礎上恢復香山區。

## 地理

### 地形

#### 香山濕地
香山濕地位於客雅溪口至鹽水港溪口的沿海地區，為一片長13公里，寬2公里，面積1,025公頃的潮間帶，由客雅溪與鹽水港溪挾帶泥沙堆積而成。:58
香山濕地出現過的涉禽，紀錄中有277種，其中26種為保育類動物，聚集於客雅溪口的水筆仔純林內，每當退潮時大批水鳥集中至淺灘覓食，漲潮後再退至客雅溪北岸的新竹海埔新生地:59、61。由於淡水河口近年的開發壓力，冬季來自西伯利亞、中國東北、朝鮮半島與日本的候鳥，多由竹圍濕地與關渡濕地轉至香山濕地棲息。:59
香山濕地是臺灣本島招潮蟹種類最多、數量最大的地區，紀錄上超過40種，數量達400,000,000隻，其中和尚蟹有250,000,000隻，臺灣招潮蟹有10,000隻:58。香山濕地也是北臺灣重要的魚場，潮間帶地形平緩，有不少魚苗與蟹苗生長，客雅溪口西北海域同時劃為保護礁禁漁區:61。香山濕地也是北臺灣最大的牡蠣養殖場，亦是臺灣本島牡蠣養殖的北限區域，但於1997年受海水汙染影響，造成產量銳減。
1996年在澳洲舉行的拉姆薩公約組織會議中，將香山濕地列為「東亞重要濕地及水鳥保護網」:61。2001年經行政院農業委員會公告為新竹市濱海野生動物保護區。

### 水文

#### 河川
- 客雅溪：原名隙仔溪。發源於新竹縣寶山鄉東部北坑子，向西流經楓橋、坊子坑、洽水橋、大崎、葫蘆肚與雙溪。於李厝附近進入新竹市東區，向西北流經青草湖、牛屎崎與烏崩坎。於客雅一帶進入北區。於埔羌園附近進入香山區，持續向西北流經大南勢與虎子山，於罟寮西南側住入臺灣海峽[5]:71。其中雙溪至青草湖間的河道，因其風景秀麗，清代中葉即被列入塹南八景之一，稱「隙溪墨水」[5]:73。同治十年（1871年）臺灣府淡水撫民同知陳培桂編纂《淡水廳志》時，將「隙溪吐墨」列為全淡八景之一。[5]:382
  - 油車溝溪

- 三姓公溪：又稱三聖公溪。相傳此地在開墾過程中，有陳、許、曾三姓共十餘人遭原住民殺害，後人為之興建祠廟祭拜，故稱三聖公，又稱三姓公。三姓公溪上游稱北坑溪，匯入南坑溪始稱三姓公溪。向西北流經三姓橋、浸水後注入臺灣海峽。[5]:73
  - 北坑溪：發源於東香里東南部，向西北流經內獅、獅頭、香山坑，至隘口與南坑溪交會。[5]:73
    - 韮菜坑溪：發源於大哭腳山西北麓，北流至獅頭匯入北坑溪。[5]:23

  - 南坑溪：發源於香村里中部，向北流經柑林溝，至隘口與北坑溪交會。[5]:73

- 大庄溪：發源於信長坑，向西北流經福慈宮後轉向北，流經萬厝、下厝至頂厝轉向西北，經宮口南測後注入臺灣海峽。[5]:73

- 頂寮溪：發源於吊鬼坑，西流經頂寮南側注入臺灣海峽。[5]:73

- 汫水港溪：發源於鹿子坑，西流經麗子坑、李厝後於汫水港注入臺灣海峽。[5]:73

- 海山川：發源於內湖，西流經海山里後注入臺灣海峽。[5]:74

- 鹽水港溪：發源於新竹縣寶山鄉與峨眉鄉交界的油車坡，向西北流經柑子崎與新城，轉向西流經虎頭山。於石秀橋附近進入新竹市香山區，先於南隘匯入南隘溪，再於柳子湳口匯入柳子湳，向西流至中隘後轉向西北，於內湖橋匯入粟仔坑溪，持續向西流經內湖後於灰窯西南方注入臺灣海峽。[5]:74
  - 粟仔坑溪：上游有二源，東源於柯子湳；西源於草楠子。二源於菜瓜坑匯合後，向西南流經埤埔、虎尾寮、八股、頂厝與粟子坑，過內湖橋後注入鹽水港溪。[5]:74
    - 苦仔坑溪：發源於苦子坑[5]:34，於頂厝附近匯入粟仔坑溪。[5]:35

  - 柳子湳：發源於中隘里與南隘里交界，於柳子湳口匯入鹽水港溪。[5]:74
  - 南隘溪：發源於南隘里與大湖里交界，於南隘匯入鹽水港溪。[5]:74

#### 水圳
- 汀甫圳：大正十三年（1924年）開築，於九甲埔東南取頭前溪與冷水坑溪，沿35公尺等高線西經埔頂崁腳、赤土崎腳、二五甲、虎頭山下與烏崩崁，以水泥梘渡過客雅溪，再向西北沿25公尺等高線經頂埔，轉向西南沿15公尺等高線經三姓僑，改沿10公尺等高線經香山塘，至鹽水港後西折注入臺灣海峽。[5]:75

#### 湖泊

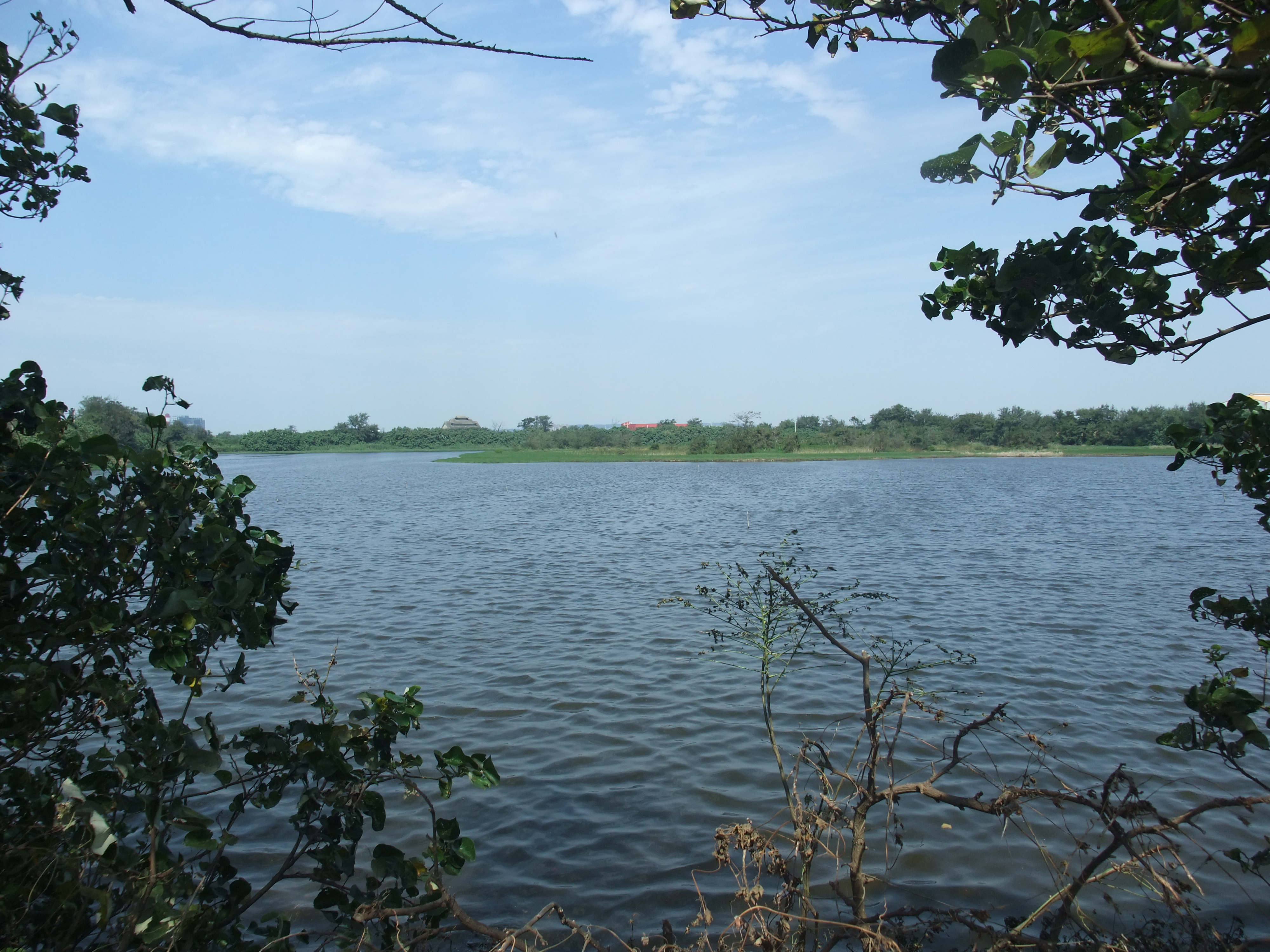
金城湖

### 人口
根據新竹市香山區戶政事務所統計，2024年底香山區戶數約3萬戶，人口約7.9萬人，人口密度每平方公里約1,446人，為新竹市人口最少、人口密度最低的行政區，區內人口最多與最少的里分別是虎山里與南港里，2024年底兩里人口分別為6,176人與936人。香山區人口中有10.84%是14歲以下人口，73.45%是15至64歲人口，15.70%是65歲以上人口，是新竹市幼年人口比例最低、青壯年人口比例最高、老化指數最高的行政區。

## 政治

### 歷任首長

#### 鄉長
| 屆次 | 姓名                | 任職日期                     | 備註       |
| ---- | ------------------- | ---------------------------- | ---------- |
| 1    | 楊良慶（1916-1977） | 1951年7月1日－1953年7月1日   | 民選首任。 |
| 2    | 楊良慶（1916-1977） | 1953年7月1日－1956年7月1日   |            |
| 3    | 楊良慶（1916-1977） | 1956年7月1日－1960年1月5日   |            |
| 1    | 蔡漢清              | 1960年1月5日－1964年3月1日   |            |
| 1    | 楊良慶（1916-1977） | 1964年3月1日－1968年3月1日   |            |
| 2    | 楊良慶（1916-1977） | 1968年3月1日－1973年4月1日   |            |
| 1    | 蔡燈益              | 1973年4月1日－1977年12月30日 | 蔡漢清之子 |
| 2    | 蔡燈益              | 1977年12月30日－1982年3月1日 |            |
| 1    | 柯文斌              | 1982年3月1日－1982年7月1日   |            |

#### 區長
| 任次 | 姓名   | 就任日期       | 卸任日期       | 備註 |
| ---- | ------ | -------------- | -------------- | ---- |
| 1    | 張三   | 1990年11月1日  | 1991年9月13日  |      |
| 2    | 林火城 | 1991年9月14日  | 1995年8月31日  |      |
| 3    | 楊文俊 | 1995年9月1日   | 2002年1月22日  |      |
| 4    | 蔡天力 | 2002年1月23日  | 2005年12月31日 |      |
| 5    | 江盛任 | 2006年1月1日   | 2006年7月24日  |      |
| 6    | 柳劍山 | 2006年7月2日   | 2009年11月23日 |      |
| 7    | 柯錦祥 | 2009年11月23日 | 2010年9月1日   |      |
| 8    | 黃錦源 | 2010年9月2日   | 2014年12月25日 |      |
| 9    | 吳金益 | 2015年2月3日   | 2016年6月13日  |      |
| 10   | 賴榮光 | 2016年6月27日  | 2018年1月18日  |      |
| 11   | 李季縈 | 2018年1月18日  | 2018年7月2日   |      |
| 12   | 沈靜濤 | 2018年7月2日   | 2019年7月16日  |      |
| 13   | 林柏志 | 2019年7月16日  | 2020年7月27日  |      |
| 14   | 陳麗琪 | 2020年7月27日  | 2023年1月19日  |      |
| 15   | 黃治錦 | 2023年1月19日  | 2024年1月16日  |      |
| 16   | 陳享澤 | 2024年1月16日  | 現任           |      |

資料來源：新竹市香山區公所

### 區政組織

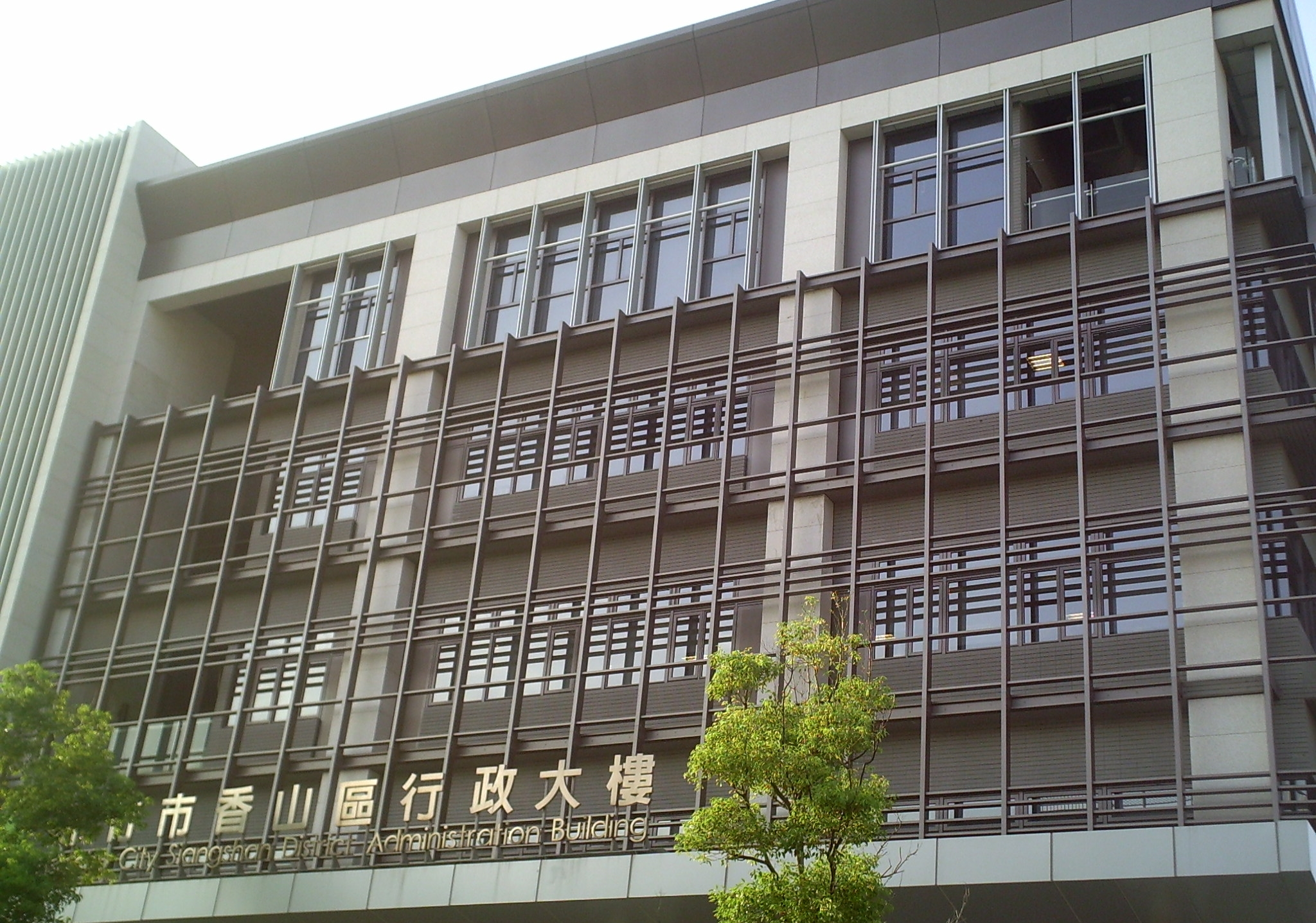
香山區行政大樓

香山區公所是新竹市政府在香山區的派出機關，在中華民國政府架構中為市政府綜理區政的執行機關，上級業務監督機關為新竹市政府。区长由市長任命，其任期為無任期保障。在區長及秘書之下，設有3課3室等6個內部單位。

### 行政區劃
| 香山區行政區劃 |  |  |  |  |  |
|                |  |  |  |  |  |

| 聯合里   | 里名   | 里名   | 里名   | 里名   | 里名   | 里名   | 里名   | 里名   |
| -------- | ------ | ------ | ------ | ------ | ------ | ------ | ------ | ------ |
| 埔前聯里 | 中埔里 | 虎林里 | 牛埔里 | 虎山里 | 埔前里 | 頂埔里 | 頂福里 | 港南里 |
| 香山聯里 | 大     | 東香里 | 香山里 | 美山里 | 香村里 | 浸水   | 朝山里 | 樹下里 |
| 海山聯里 | 南隘里 | 中隘里 | 內湖   | 大湖   | 茄苳里 | 南港里 | 海山里 | 鹽水   |

## 經濟

### 香山牧場
香山牧場位於母聖宮後方的丘陵內，為臺灣省政府農林廳（今中華民國農業部）的示範牧場。面積約100多公頃，闢有3,000公尺的牧路，2,800公尺的供水系統與12個牛隻飲水池，所飼養的乳牛採全天開放制度。:769

### 香山蚵田

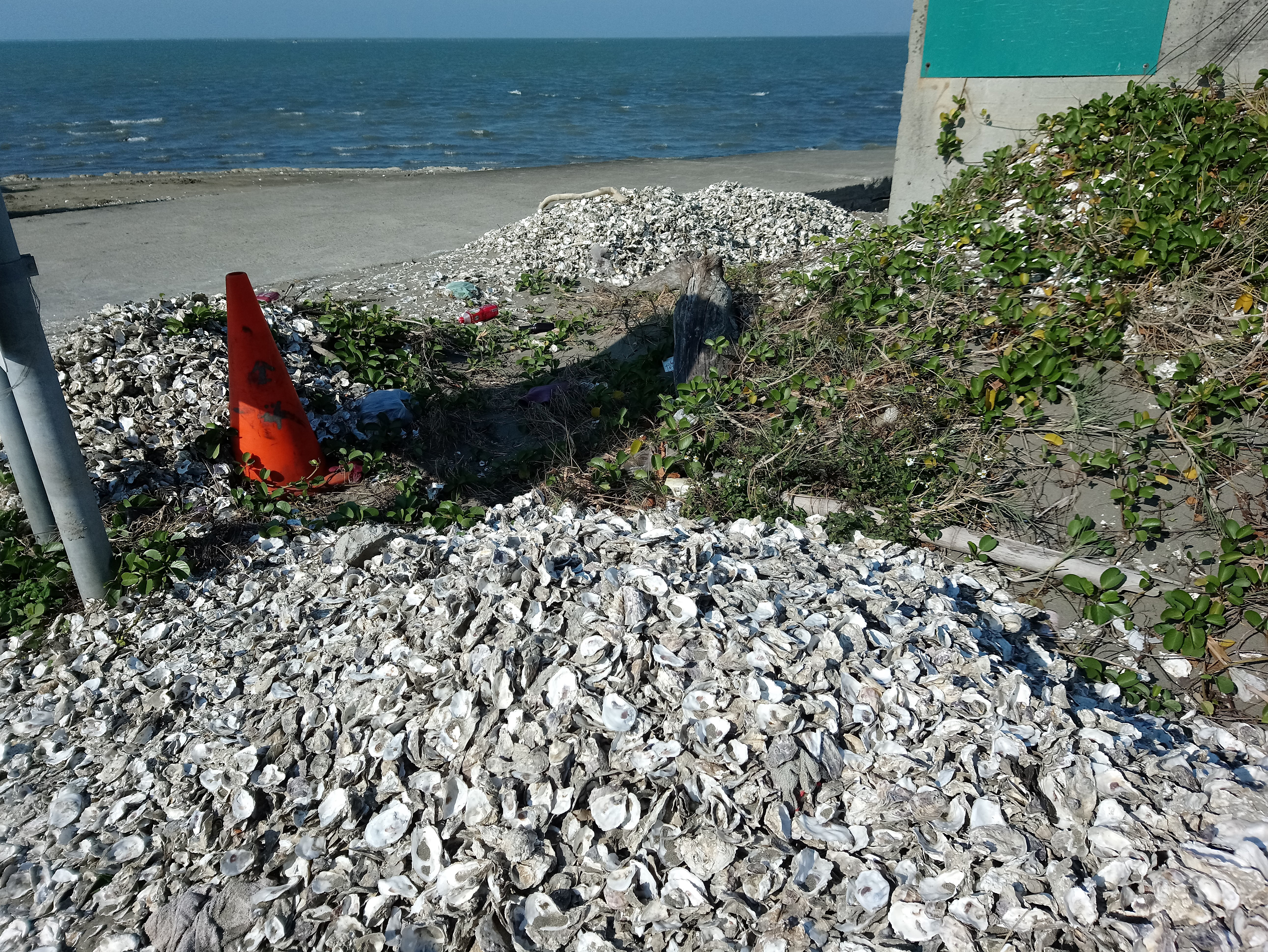
海山漁港內棄置的蚵殼

光緒十九年（1893年）梧棲蚵農林祐與林蓋兄弟，邀集香山當地居民出資養蚵。初期採插篊式（以竹板插於灘地的養殖法），後受颱風影響，改行平掛式（以利器將蚵殼穿洞，綁在蚵架上的養殖法）。在農曆七月後，將蚵串往海中放養，蚵苗會吸收海中的浮游生物逐漸成長:163。但在1997年因海水汙染造成的香山綠牡蠣事件，使香山蚵田的產量受影響。此外蚵殼也是重要的副產品，供燒製石灰之用，鹽水港的地名「灰窯」即可證明此項產業的存在。:161、163

## 文化

### 香山南港遺址
香山南港遺址位於海山聯里南港里，鹽水港溪口南岸，範圍由海岸線至西側約250公尺，1963年由盛清沂發現。遺址所在處為河流沖積形成的海岸沙地，海拔4公尺，因周遭建物的增加，遺址略有破壞:356。主要出土遺物有食用後丟棄的貝殼與陶器碎片，屬於鐵器時代的十三行文化新港系統。:357

### 文化資產

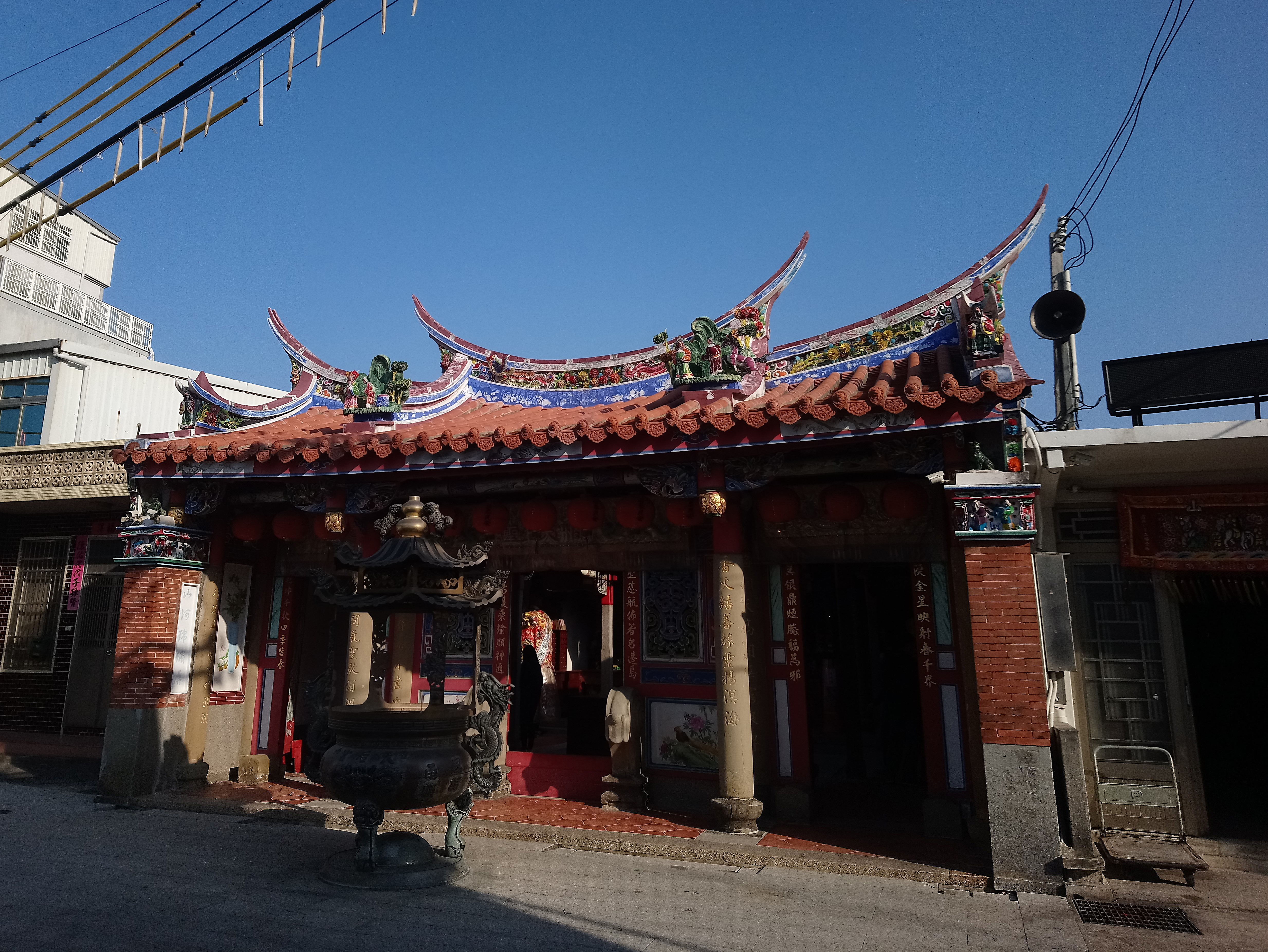
香山天后宮

- 香山車站（市定古蹟，中華路347巷2弄7號，1928年）
- 香山天后宮（歷史建築，中華路420巷191號，1924年）
- 香山一善堂（大湖路1巷1弄2號）

## 教育
香山區現有大專院校三所，分別為中華大學、玄奘大學、元培醫事科技大學等三校。高中職有新竹市立香山高級中學和新竹市立數位實驗高級中等學校兩校。其他公立教育機構計有3所國民中學、10所國民小學，以及國際學校新竹荷蘭國際學校。

## 交通

### 鐵路
臺灣鐵路公司
- 縱貫線：三姓橋車站 - 香山車站

### 公路
- 國道三號（福爾摩沙高速公路）
  - 茄苳交流道（103）
  - 香山交流道（109）
- 台1線：中華路
- 台13線：內湖路
- 台15線：西濱路
- 台61線（西濱快速公路）
  - 大庄平交匝道（76）
  - 美山平交匝道（79）
  - 海山平交匝道（81）
  - 內湖平交匝道（82）
  - 香山聯絡道平交路口（83）
- 縣道117號：五福路，新竹市北區－新竹市香山區

### 道路
- 茄苳景觀大道

### 客運
- 香山客運站

### 公共自行車
截至2018年1月10日，YouBike微笑單車在香山區共設有5個站點。

## 旅遊

### 自然景觀
- 香山觀海：同治十年（1871年）臺灣府淡水撫民同知陳培桂編纂《淡水廳志》時，將「香山觀海」列為全淡八景之一，同時志中所附的塹南八景，列有「香山夕照」[5]:382。美山村和朝山村海堤與母聖宮，皆是著名的觀海景點。[5]:383、384
- 青青草原
- 南港賞鳥區

### 人文景觀
- 唐高義士銅像
- 三姓公
- 新竹海八景自行車道
- 港南濱海風景區
  - 許榮燦銅像
  - 港南運河公園
- 香山豎琴橋
- 茄苳景觀大道觀景步道

## 外部連結
- 新竹市政府香山區公所 （页面存档备份，存于）